# Micrelenchus sanguineus
Micrelenchus sanguineus es una especie de molusco gasterópodo de la familia Trochidae.

## Subespecies
- Micrelenchus sanguineus cryptus

## Distribución geográfica
Se encuentra en Nueva Zelanda